# ريال يمني
الريال هو الوحدة الأساسية لعملة اليمن، وكان الريال يتكون من 100 فلس صادرة عن البنك المركزي اليمني ولا يتم تداول الفلس من بعد توحيد الشمال والجنوب في 22 مايو 1990.
كان الريال اليمني هو عملة الجمهورية العربية اليمنية (الجزء الشمالي سابقاً من دولة اليمن الحالية والكاملة العضوية في جامعة الدول العربية) في 1962، وأصبح بعد الوحدة اليمنية العملة الرسمية للبلد العربي بعد إلغاء دينار اليمن الجنوبي.
فقد الريال أكثر من ثلاثة أرباع قيمته مقابل الدولار منذ مطلع 2015، فقد كان سعر صرف الدولار 215 ريال في 2014، وتسبب تداعي العملة في ارتفاع كبير للأسعار وسط عجز الكثير من اليمنيين عن شراء بعض السلع الأساسية.
في سبتمبر 2016 أصدر الرئيس اليمني المقيم خارج البلاد عبد ربه منصور هادي قراراً بتعيين محافظًا للبنك المركزي ونقل مقره من صنعاء إلى عدن جنوبي البلاد، وقال الرئيس الجديد للبنك إن الحوثيين الذين يسيطرون على صنعاء كانوا ينهبون البنك المركزي لتمويل الحرب على حكومة الرئيس عبد ربه منصور هادي.
أثناء الحرب الدائرة، لجأ البنك المركزي اليمني في عدن إلى خطوة محفوفة بالمخاطر تمثلت بطباعة كميات هائلة من الأوراق النقدية الجديدة بهدف تمويل المعاملات. إلا أن هذه الخطوة أدت إلى نتائج عكسية وخيمة، حيث تسبب التوسع النقدي الكبير في هبوط قيمة العملة بشكل ملحوظ، مما أدى بدوره إلى ارتفاع أسعار المواد الغذائية وزعزعة الاستقرار الاقتصادي بشكل عام. وتفاقمت الأزمة مع فرض الحوثيين حظراً على تداول العملة الجديدة المطبوعة في يناير 2020، مما أدى إلى انقسام العملة وتأسيس منطقتين نقديتين تعتمدان على أسعار صرف مختلفة. هذا الانقسام المستمر للعملة يُعيق بشدة قدرة البنكين المركزيين في صنعاء وعدن على إدارة السياسات النقدية، ويُشكل عقبة أمام أي خطط مستقبلية لإعادة توحيدهما.

## التاريخ

### التاريخ القديم

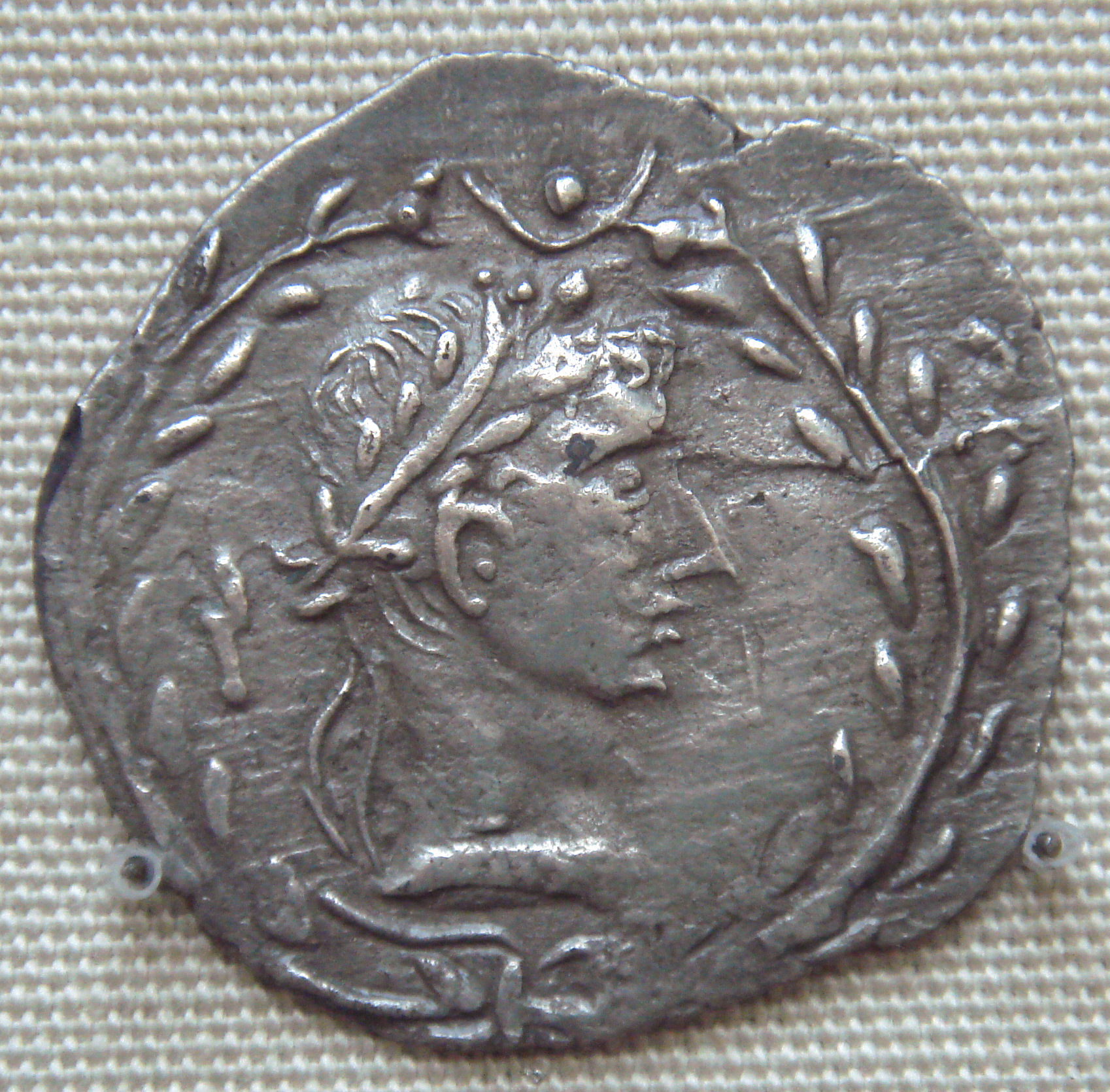
قطعة نقدية معدنية مصكوكة في المملكة الحميرية، تحمل صورة الإمبراطور الروماني أغسطس قيصر.

النقود السبئية، فمن أشهرها رأس ملك سبأ وقطع ذهبية أخرى على شكل صقر وملك ورأس الثور والرمز الديني أو الشعار الملكي والصقر باللون الأحمر.
أما نقود عصر الدولة الحضرمية، فمعروف أنها سُكّت من معدن البرونز وخليط من معادن أخرى. وتورد الموسوعة أيضاً نقوداً قتبانية، وتشير في معرض الحديث عن سبأ وذي ريدان (الدولة الحميرية) إلى أن هذه المملكة بدأت في ضرب العملات في أواخر القرن الثاني قبل الميلاد.

### عصر الإسلام
وأوضحت الموسوعة النقود المتداولة بعد ظهور الإسلام مشيرة إلى أن اليمنيين أستمروا في أستخدام العملات القديمة التي كانت متداولة في اليمن والجزيرة العربية بالإضافة إلى النقود الساسانية والبيزنطية. وفي عهد الخليفة عمر بن الخطاب صكت نقود على النمط الساساني وحملت بعض العبارات المناسبة للمعتقدات الإسلامية، مثل بسم الله لا اله إلا الله وحده محمد رسول الله.
واستمر الحال كذلك في بداية العهد الأموي عندما أصدر معاوية بن أبي سفيان نقوداً تحمل في جانبها اسمه (معاوية أمير المؤمنين)، ولكن باللغة البهلوية وفي الجانب الآخر عبارات وصور لمعتقدات ساسانية.
وعلى رغم أن الخليفة عبد الملك بن مروان بدأ عملية الإصلاحات النقدية، إلا أنه في البداية قلد العملة البيزنطية (السوليدوس) مع تعديلات فيها. فوضع صورته في وجه العملة بدلاً من صورة هرقل، وفي الخلف وضع دائرة مكان الصليب مع إبقاء الثلاث درجات التي كانت في العملة البيزنطية، ونقش على المحيط  لا اله إلا الله محمد رسول الله.
وتداول اليمنيون منذ فجر الإسلام العملات اليمنية القديمة، مع العملات المتداولة في الدول المجاورة. ولم تصل إليهم نقود أموية تدل على أنها ضربت في اليمن، فيما كانت الدنانير الأموية تضرب غالباً في عاصمة الخلافة دمشق. ثم أنشئت دور ضرب في كل من القيروان (تونس) وقرطبة (الأندلس) تحمل اسم أفريقيا والأندلس.
وتعود أقدم العملات الإسلامية في اليمن، وهي من أنصاف الدراهم، إلى عهد الخليفة العباسي المهدي التي ورد عليها اسم الحاكم المحلي العباس بن محمد على نصف درهم سك عام 169هـ، كما ضربت الدنانير الذهبية الأولى في صنعاء عام 224هـ أيام الخليفة المعتصم بالله.

### التاريخ الحديث

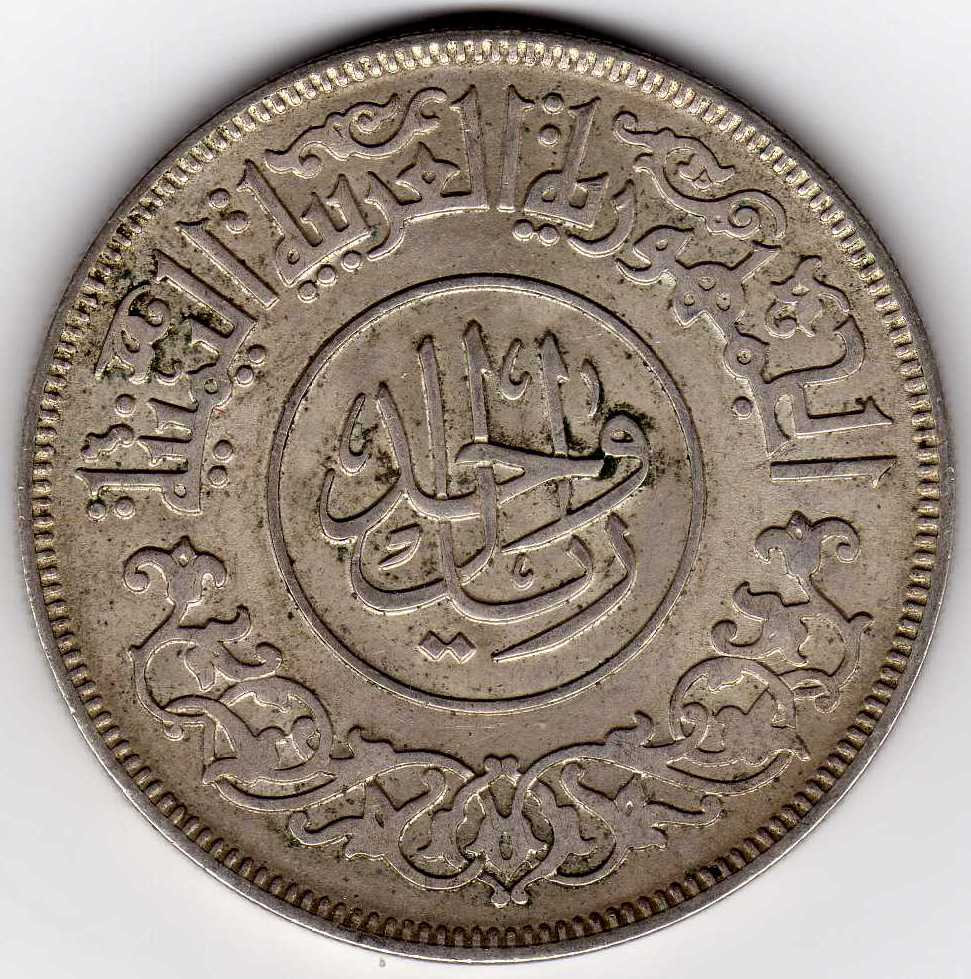
1 ريال اليمن الشمالي

بدأ الإمام يحيى بن محمد حميد الدين سك النقود قبل خروج الأتراك من اليمن، وكانت أول قطعة ظهرت له عام 1913م وكان الريال العمادي الذي كان يصك في لبنان. وضرب الإمام يحيى عملاته في صنعاء، ولم يصك الإمام فئة النصف ريال وإنما فئة الربع ريال.
يعتبر الريال اليمني العُملة النقدية الوطنية للجمهورية اليمنية. فبعد قيام ثورة 26 سبتمبر 1962، قامت وزارة الخزانة آنذاك بصك الريال الجمهوري في مصر وهي أول عملة وطنية أصدرت أواخر عام 1963 وأصدرت وزارة الخزانة أواخر عام 1963 مجموعة من المسكوكات المعدنية سميت بالبقشة مع العلم أن الريال يساوي 40 بقشة.
وفي الجنوب، بعد قيام ثورة 14 أكتوبر 1963م، أُنشئت مؤسسة النقد للجنوب العربي، التي وضعت الدينار اليمني للتداول في شهر نيسان 1965 كأول عُملة وطنية خاصة بجنوب الوطن لتحل محل العملة القديمة وهي شلن شرق أفريقيا، وظهرت من الدينار عملات معدنية مختلفة.
وفي مايو 1990، اعتبر الريال والدينار وحدتي العُملة الرسمية لليمن، وأن كلا منهما قابلٌ للتداول ووسيلة دفع بقيمة تبادلية 26 ريالا للدينار.
واستمر الدينار والريال يتداولان معاً حتى عام 1996، حين سُحب الدينار من التداول خلال فترة 3 أشهر في أعقاب صدور ورقة الـ 200 ريال في مارس 1996، ومنذ 11 يونيو 1996 أصبح الريال العُملة الوحيدة لليمن.

## تدهور العملة
| التاريخ   | سعر الصرف الرسمي للدولار |
| --------- | ------------------------ |
| 1973-1982 | 4.5                      |
| 1989      | 9,7                      |
| 1990      | 12                       |
| 1994      | 140                      |
| 1995      | 160                      |
| 2000      | 180                      |
| 2003      | 184                      |

كانت قيمة الريال في بداية الستينات أكبر من قيمة الدّولار، وبعدها أصبح كل دولار يساوي ريالاً وربع. وفي الفترة من 73م – 82م، استخدم البنك المركزي آنذاك نظام سعر الصرف الثابت عند 4,5 ريال لكل دولار.
وبدأ الريال يفقد قيمته تدريجياً منذ 1983م حتى 1989م، فكانت السلطات النقدية تقوم بتخفيض قيمة الريال، وعلى فترات متباعدة، حيث تراجعت قيمة الريال إلى أكثر من 90 % خلال تلك الفترة. فقد بلغت قيمة الريال أمام الدولار 9.70 ريال للدولار.
من الأسباب التي أدت إلى تدهور قيمة الريال اليمني تخلّي البنك المركزي عن دوره في توفير النقد الأجنبي لتمويل احتياجات التجارة لعدم قُدرته على ذلك، وأدت عوامل عدم الاستقرار النقدي والمالي وانخفاض التحويلات والمساعدات بسبب أزمة الخليج وعدم الاستقرار السياسي إلى تفاقم فائض الطلب على العُملات الأجنبية وزيادة المضاربة بالدولار وهروب رأس المال الوطني إلى الخارج بالإضافة إلى انتشار ظاهرة زيادة الطلب على الدولار وبالتالي تدهور أكبر في قيمة الريال اليمني.

### بداية التدهور 1990م
| التاريخ | سعر الصرف |
| ------- | --------- |
| 1990    | 12.01     |
| 1991-92 | 29.7      |
| 1993    | 42.7      |
| 1994    | 103       |
| 1995    | 115       |
| 1996-98 | 135       |
| 1999    | 147       |

- مع بداية 1990م: ارتفع سعر صرف الدّولار مقابل الريال، حيث وصل إلى ما يقارب 12 ريالا للدولار، واستمر الريال في الانخفاض وبصورة كبيرة حتى وصل إلى ما يقارب 140 ريالا للدولار مع نهاية 1994، حيث انخفضت قيمة الريال وأصبح يمثل ما يقارب 10 % من قيمته 1990م. وكان راتب الجندي في الجيش والأمن في عام 1990م 2300 ريالا، أي ما يعادل 190 دولارا.
- 1995: واصل الريال انخفاضه حتى وصل إلى 160 ريالا للدولار خلال 1995م، خصوصا بعد قيام البنك المركزي باتباع نظام سعر الصرف الحُر (التعويم) مع التدخل من وقت لآخر في محاولة للحفاظ على استقرار سعر الريال والحد من تدهوره. وأصبح راتب الجندي 31 دولارا، حيث كان الراتب 5000 ريال تقريبا، وأصبحت الزيادة تمثل ما نسبته 117 %، لكنها زيادة وهمية.

وبالأساس أصبح الراتب لا يمثل إلا 20 % تقريبا من قيمته الفعلية 1990م. هذا الأمر زاد من مُعاناة الناس ووسّع دائرة الفقر والفقراء، حيث انخفضت قيمة الريال وأصبح يمثل 9 % تقريبا من قيمته عام 1990.

### 2000 إلى 2010
| التاريخ | سعر الصرف |
| ------- | --------- |
| 2000    | 152       |
| 2001    | 165       |
| 2002    | 176       |
| 2003    | 178       |
| 2004    | 184       |
| 2005-06 | 192.5     |
| 2007    | 198       |
| 2008    | 200       |
| 2009    | 206       |
| 2010    | 213       |

- 1995 - 2000: استمر الريال في الانخفاض حتى وصل إلى 180 ريالا للدولار عام 2000، بعد خضوع سوق الصرفة لعملية العرض والطلب، حيث انخفضت قيمة الريال وأصبح يمثل 8 % تقريبا من قيمته في عام 1990. وأصبح راتب الجندي ما يعادل 55 دولارا، حيث كان 10,000 ريال تقريبا، وأصبحت الزيادة تمثل ما نسبته 100 %. فقد زاد الراتب بنسبة 17 % زيادة فعلية عمّا كان عليه في عام 1995.
- 2000 - 2003: استمر انخفاض قيمة الريال إلى أن وصل إلى 184 ريالا في الأعوام (2000 - 2003م)، وأدى ذلك إلى ارتفاع كبير في الأسعار.
- 2005: استمر الريال في الانخفاض حتى وصل إلى 200 ريال للدولار عام 2005، حيث أصبح راتب الجندي ما يُعادل 110 دولارات، حيث كان 22,000 ريال تقريبا، وأصبحت الزيادة تمثل ما نسبته 120 %، وبزيادة فعلية عمّا كان عليه في عام 1995 بنسبة 25 %. وكان راتب الموظف في القطاع المدني حوالى 2,800 ريال، أي ما يعادل 140 دولارا في 2005. وأصبح الريال يمثل 6 % تقريبا من قيمته عام 1990.
- 2005 - 2009: شهد الريال استقرارا عند حاجز 200 ريال للدولار مع تقلّبات بسيطة وصلت في أواخر 2009 إلى 205 ريالات للدولار.
- وفي يوليو 2010: شهد الريال أسوأ أزمة، إذ تدهورت قيمته بصورة مفاجئة وسريعة، حيث تجاوز سعر صرف الدولار حاجز الـ 250 ريالاً، خلال أسبوع. ثم تراجع إلى 240 ريالاً، مسجلاً بذلك صعوداً مقداره 14 ريالاً وبنسبة 6,2 % مقارنة بسعر 226 ريالاً أواخر مارس. وبذلك يكون الريال اليمني قد فقد نحو 20 % من قيمته خلال الستة الشهور الأولى من 2010، حيث انخفضت قيمته وأصبح يمثل 5 % تقريبا من قيمته عام 1990.

وباحتساب أن سعر الصرف استقر عند 226 ريالا للدولار وراتب الجندي وصل إلى 25,000 ريال أي ما يعادل 111 دولارا، فيما كان راتب الموظف المدني 32,000 ريال ما يعادل 142 دولار.
- أدى انخفاض قيمة الريال إلى الزيادة في الأسعار وارتفاع نسبة التضخّم، ما أدى إلى إصدار أوراق نقدية جديدة ذات قيمة شرائية كبيرة (500 ريال و1,000 ريال) هذا بدوره ألغى أوراق نقدية ذات قيمة منخفضة مثل: «ريال، خمسة ريالات، عشرة ريالات، عشرون ريالا».[3]

### 2011 إلى 2018
| التاريخ        | سعر الصرف الرسمي للدولار | سعر السوق |
| -------------- | ------------------------ | --------- |
| 2011           | 215                      | 247       |
| 2012           | 214                      | 214       |
| 2015           | 215                      | 250       |
| ديسمبر 2016    |                          | 400       |
| يوليو 2017     |                          | 363       |
| مايو 2018      | 250                      | 480       |
| يوليو 2018     |                          | 555       |
| سبتمبر 2018    |                          | 630       |
| أكتوبر 2018    |                          | 830       |
| أكتوبر 2018    |                          | 720 - 750 |
| نوفمبر 2018    | 570                      | 690 - 720 |
| 21 نوفمبر 2018 | 500                      | 528       |
| 28 نوفمبر 2018 | 450                      | 500-400   |

يعتبر عام 2011 الأسوأ على اليمنيين في شتّى المجالات، وبالأخص القطاع الاقتصادي وقطاع الخدمات. شهد الريال خلال أحداث ثورة الشباب اليمنية تقلّبات كانت الأحداث السياسية تتحكم فيها، حيث تجاوز سعر الصرف 247 ريالاً للدولار، ثم تراجع ليستقر عند 240 ريالاً للدولار، وبذلك أصبح راتب الجندي 32,000 ريال تقريبا ما يعادل 133 دولاراً، وأصبح راتب الموظف المدني 35,000 ريال تقريباً، ما يعادل 145 دولاراً، حيث انخفضت قيمته وأصبح يمثل 5% تقريباً من قيمته في 1990.
وشهد العام 2011 ارتفاعاً جنونياً في الأسعار، وقلّة القدرة الشرائية للمواطن، وانعدام فرص العمل، وتسريح عمّال القطاع الخاص، مما أدى إلى زيادة العاطلين عن العمل وزيادة معدل الفقراء، وأصبح أكثر من 50% من السكان تحت خط الفقر، وأغلب الناس بلا دخل ما عدا موظفي الجهاز الإداري للدولة، وقليل من موظفي القطاع الخاص.
منذ تشكيل حكومة الوفاق الوطني في 2014 شهدت القيمة الشرائية للريال اليمني مقابل الدولار في سوق الصرف المحلي استقراراً ، حيث استقر سعر الصرف عند 214 ريالاً، حيث انخفضت قيمته وأصبح يمثل 6% تقريباً من قيمته في عام 1990، وارتفعت معها رواتب الموظفين، حيث وصل راتب الجندي إلى 35,000 ريال تقريباً ما يعادل 163 دولاراً. وشكلت الزيادة في راتب الجندي أكثر من 14 ضعفاً بالصيغة الحسابية، لكن بالقيمة الفعلية والقوة الشرائية انخفضت قيمة الراتب 14% عمّا كان عليه في 1990، بزيادة عمّا كان عليه في 2005 بنسبة 48%.
وأصبح راتب الموظف المدني 40,000 ريال أي ما يعادل 186 دولاراً، وبزيادة عمّا كان عليه في 2005 بنسبة 32%.
في 2014 بلغ سعر صرف الدولار إلى أكثر من 250 ريال بسبب تدهور الأوضاع في اليمن، وتناقص الاحتياطي النقدي الأجنبي لدى البنك المركزي اليمني، حيث تضاءل من 4.7 مليار دولار في ديسمبر من العام 2014 إلى 2.1 مليار من الشهر ذاته العام الماضي التي تشمل في الأصل وديعة سعودية بقيمة مليار دولار طلبها الرئيس اليمني عام 2012 دعماً للعملة المحلية، وقد استنجدت الحكومة اليمنية بوديعة أجنبية تفادياً لانهيار الريال الكامل.

### 2015 إلى 2018
في سبتمبر 2016 أصدر الرئيس اليمني المقيم خارج البلاد عبد ربه منصور هادي قد اصدر قراراً بتعيين محافظًا للبنك المركزي ونقل مقره من صنعاء إلى عدن جنوبي البلاد، وقال الرئيس الجديد للبنك إن الحوثيين الذين يسيطرون على صنعاء كانوا ينهبون البنك المركزي لتمويل الحرب على حكومة الرئيس عبد ربه منصور هادي. وفي أواخر 2016 وصل الريال لأدنى مستوياته حيث بلغ سعر صرف الدولار 400 ريال يمني، ويتذبذب نزولاً حتى 350 ريال، واستقر على الأقل في بداية يوليو 2017 ب 363 ريال للدولار.
في أكتوبر 2018 وصل سعر الصرف للدولار الواحد أكثر من 830 ريال للدولار الواحد، وقدمت السعودية منحة إلى البنك المركزي اليمني في عدن قيمتها 200 مليون دولار للحد من تدهور العملة، وفي نوفمبر 2018 بعد تدهور حاد استعاد الريال عافيته حيث حدد البنك المركزي اليمني سعر الصرف بواقع 450 ريال مقابل الدولار ولكن عاد إلى سعر صرف في عام 2019 إلى الارتفاع 800 ريال، وبعد اجراءات حكومية أنخفض إلى 600 ريال، وحدد البنك المركزي في عدن سعر صرف الدولار الواحد بـ 505 ريال يمني.

### 2019 إلى 2021
طبع البنك المركزي اليمني - عدن فئة ألف ريال بشكل وحجم مُختلف قليلًا عن العملة السابقة وجرى تداواها في اليمن كافة حتى منع البنك المركزي في صنعاء تداولها في مناطق سلطته.
أرتفع سعر صرف الدولار في يونيو 2021 في مناطق الحكومة الشرعية إلى 940 ريال،  وإلى 961 في يوليو 2021، وتجاوز حاجز الألف ريال في منتصف يوليو 2021،  بينما بقي في مناطق سيطرة الحوثيين في حدود 600 ريال، وأدى فارق الصرف إلى إرتفاع رسوم الحوالات الداخلية بين مناطق الطرفين لتشمل فارق الصرف في مناطق الحكومة الشرعية، حيث بلغت رسوم الحوالات الداخلية 70% من إجمالي المبلغ المُرسل،  فعند تحويل 100 ألف ريال من عدن إلى صنعاء يلزم دفع 70 ألف ريال عمولة تحويل، ويتم إحتسابها كرسوم تحويل بينما في الحقيقة أنها فارق صرف الدولار بين مناطق الشرعية ومناطق سيطرة الحوثيين.
وفي أواخر سبتمبر 2021 بلغت رسوم الحوالات 96% بعد تسجيل انهيار جديد لسعر الصرف في مناطق الحكومة الشرعية بلغ 1200 ريال مقابل الدولار، فيما كانت أسعار الصرف مستقرة في حاجز 600 ريال مقابل الدولار في مناطق سيطرة الحوثيين

## الفئات النقدية

### إصدارات 1990 - 2009
| الفئة | الصورة   | الصورة  | القيمة     | اللون الأساسي | الوصف                   | الوصف              | الإصدار        |
| الفئة | الأمامية | الخلفية | القيمة     | اللون الأساسي | الوجه الأمامي           | الوجه الخلفي       | الإصدار        |
| ----- | -------- | ------- | ---------- | ------------- | ----------------------- | ------------------ | -------------- |
| 1     |          |         | 1 ريال     | أخضر          | جامع البكيرية، صنعاء    | أشجار البن         | 1990           |
| 5     |          |         | 5 ريال     | أحمر          | مبنى في صنعاء القديمة   | قلعة القاهرة، تعز  | 1990           |
| 10    |          |         | 10 ريال    | سماوي أخضر    | جامع البكيرية، صنعاء    | سد مأرب            | 1990 1992      |
| 20    |          |         | 20 ريال    | رمادي بنفسجي  | تمثال                   | صنعاء القديمة      | 1990           |
| 20    |          |         | 20 ريال    | بني           | تمثال                   | عدن                | 1995           |
| 50    |          |         | 50 ريال    | أخضر زيتوني   | تمثال الملك كرب إيل وتر | مدينة شبام، حضرموت | 2009           |
| 100   |          |         | 100 ريال   | أرجواني       | صهاريج عدن              | صنعاء              | 1993           |
| 200   |          |         | 200 ريال   | أخضر          | تمثال من المرمر         | المكلا، حضرموت     | 1996           |
| 250   |          |         | 250 ريال   | بني وأزرق     | جامع الصالح، صنعاء      | المكلا، حضرموت     | 2009           |
| 500   |          |         | 500 ريال   | أزرق بنفسجي   | البنك المركزي، صنعاء    | عرش بلقيس، مأرب    | 1997           |
| 500   |          |         | 500 ريال   | أزرق          | مسجد المحضار، تريم      | دار الحجر، صنعاء   | 2001           |
| 500   |          |         | 500 ريال   | أزرق          | مسجد المحضار، تريم      | دار الحجر، صنعاء   | 2007           |
| 1000  |          |         | 1,000 ريال | أصفر وأخضر    | قصر سيئون، حضرموت       | باب اليمن، صنعاء   | 1998 2004 2009 |

### إصدار 2017 - حالياً
| الفئة | الصورة   | الصورة  | القيمة     | اللون الأساسي      | الوصف                  | الوصف             | الإصدار |
| الفئة | الأمامية | الخلفية | القيمة     | اللون الأساسي      | الوجه الأمامي          | الوجه الخلفي      | الإصدار |
| ----- | -------- | ------- | ---------- | ------------------ | ---------------------- | ----------------- | ------- |
| 100   |          |         | 100 ريال   | أحمر وأرجواني      | شجرة دم الأخوين، سقطرى | المصاطب الزراعية  | 2018    |
| 200   |          |         | 200 ريال   | ذهبي مائل للاخضرار | قلعة زبيد، الحديدة     | محمية حوف، المهرة | 2018    |
| 500   |          |         | 500 ريال   | أزرق               | مسجد المحضار، تريم     | دار الحجر، صنعاء  | 2017    |
| 1000  |          |         | 1,000 ريال | أصفر وأخضر         | قصر سيئون، حضرموت      | باب اليمن، صنعاء  | 2017    |

## القطع المعدنية
عندما توحد اليمن، تم إصدار عملات معدنية من فئات 1 و5 و10 و25 و50 فلساً و1 ريال. اختفت جميع فئات الفلس من التداول. في عام 1993، قدم البنك المركزي عملات معدنية جديدة من فئة 1 و5 ريالات. وتلاها عملات معدنية فئة 10 ريالات عام 1995 و20 ريال عام 2004.
| 1 ريال (لا يتم تداولها) | 5 ريال | 10 ريال | 20 ريال |
| ----------------------- | ------ | ------- | ------- |
|                         |        |         |         |
|                         |        |         |         |